# Seester
Seester település Németországban, Schleswig-Holstein tartományban. Lakosainak száma 1016 fő (2023. december 31.).

## Népesség
A település népességének változása:
| Lakosok száma | 777  | 980  | 1024 | 1016 | 1027 | 1016 |
|               | 1975 | 2017 | 2019 | 2021 | 2022 | 2023 |